# José Bantug

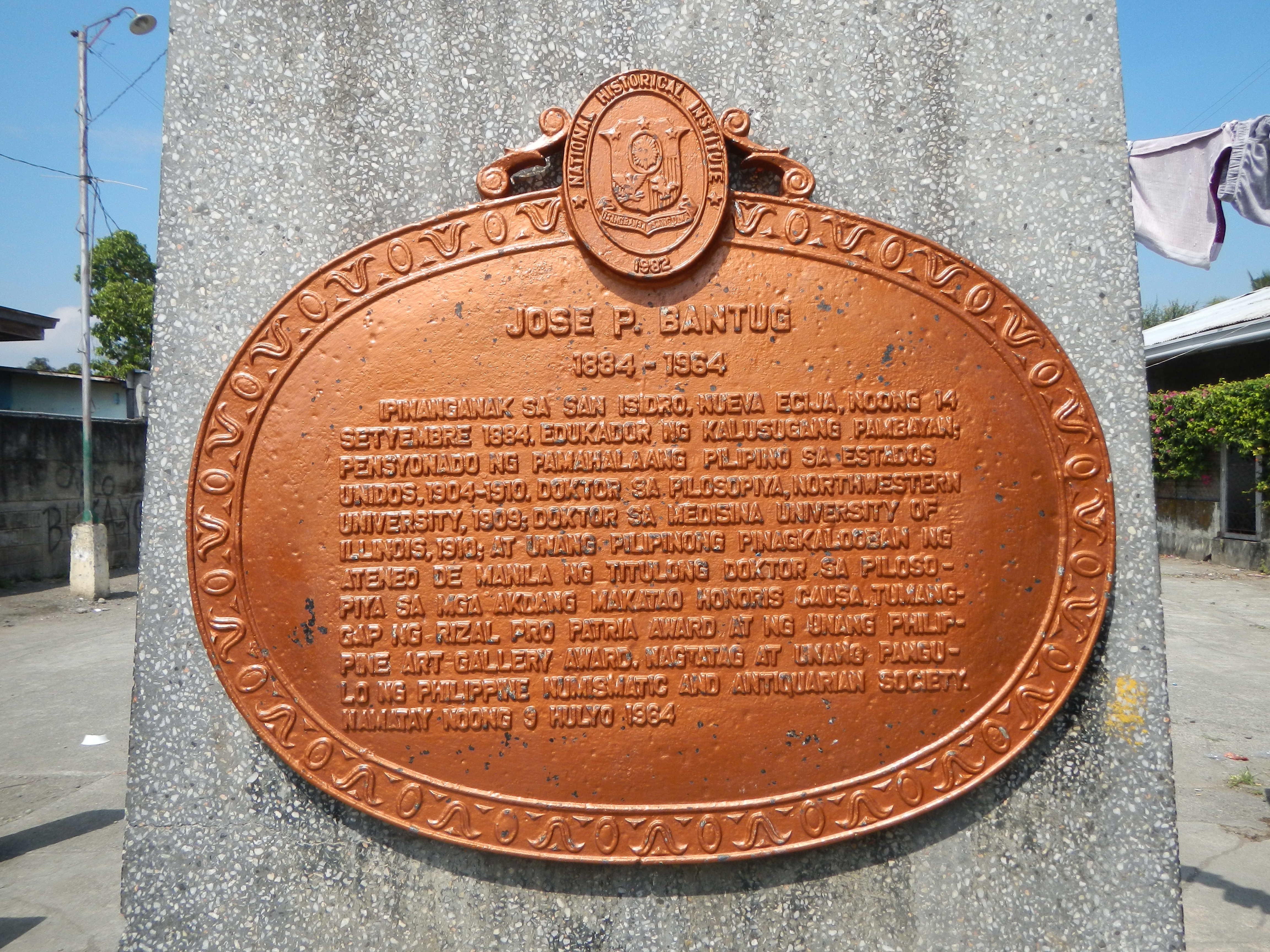
Gedenkplaat

José Bantug (San Isidro, 14 september 1884 - 9 juli 1964) was een Filipijns cultureel wetenschapper. 

## Biografie
José Bantug werd geboren op 1 juli 1889 in San Isidro in de Filipijnse provincie Nueva Ecija. Hij studeerde van 1904 tot 1910 met een beurs van de overheid in de Verenigde Staten, waar hij uiteindelijk een graad als dokter in de Medicijnen behaalde. Bantug was onder meer hoofd van de informatieafdeling van het Bureau of Health en hoofd van de afdeling gezondheidseducatie en publiciteit van het Department of Health. Tegen het eind van zijn leven was hij onder meer cultureel attaché in Spanje en ten tijde van zijn overlijden was Bantus professor medicijnen en museumdirecteur aan de University of Santo Tomas.
Bantug werd vooral bekend door zijn werk als cultureel wetenschapper. Hij deed zijn hele leven onderzoek naar de Filipijnse cultuur en was verzamelaar van Filipijns artefacten, zoals boeken en munten. Zo onderzocht hij onder meer Pre-Spaanse Filipijnse kunst en schreef hij onder de Filipijnse cultuur en kunst in het algemeen. Vanwege zijn artikelen over de Filipijnse nationale held José Rizal ontving Bantug de Rizal Pro Patria Award. Ook was hij de eerste ontvanger van de Philippine Art Gallery Award. Bantug was oprichter en eerste president van de Philippine Numismatic and Antiquarian Society
Bantug overleed in 1964 op 79-jarige leeftijd. 